# On the Loose
On the Loose – singel nagrany przez irlandzkiego piosenkarza i autora tekstów Nialla Horana z jego debiutanckiego albumu studyjnego Flicker. Piosenka została wydana w amerykańskim radiu Mainstream Top 40 w dniu 20 lutego 2018 roku jako czwarty singel albumu. Alternatywna wersja została wydana 16 lutego 2018 r.

## Historia
Horan zadebiutował piosenką w dniu 13 maja 2017 roku podczas jego występu na koncercie Summer Kick Off Channel 93.3 w San Diego. W dniu 29 maja 2017 r. Horan wystąpił w programie The Today Show Citi Concert Series, kończąc program debiutem telewizyjnym na żywo „On the Loose”.
5 lutego 2018 roku ogłosił za pośrednictwem mediów społecznościowych, że piosenka będzie czwartym singlem z albumu. Towarzysząca pojedyncza grafika, zilustrowana przez Kylera Martza, przedstawia rysunek kobiety trzymającej serce otoczonej kwiatami, z których niektóre mają na sobie nogi i oczy. Animowane wideo z tekstem piosenki zostało wydane 12 lutego 2018 r., po tym, jak Horan opublikował 20-sekundowy zwiastun dzień wcześniej. Przedstawia kobietę uwodzącą wielu mężczyzn podczas jazdy przez miasto w kabriolecie.

## Twórcy[12]
- Niall Horan – wokal, gitara
- Julian Bunetta - produkcja, wokal wspierający, perkusja, inżynieria płytowa
- Nathan Dantzler - mistrz inżynierii
- Tommy King - klawiatura
- Michael Freeman
- Matt Chamberlain – perkusja
- Mark Goldenberg – gitara
- Val McCallum – gitara
- Stent Spike

## Wydania
| Region            | Data           | Format                 | Wersja              | Wytwórnia | Źr.    |
| ----------------- | -------------- | ---------------------- | ------------------- | --------- | ------ |
| Ogólnie           | 16 lutego 2018 | digital download       | Alternate           | Capitol   | [ 13 ] |
| Australia         | 16 lutego 2018 | Contemporary hit radio | Alternate           | Capitol   | [ 14 ] |
| Stany Zjednoczone | 20 lutego 2018 | Contemporary hit radio | Alternate           | Capitol   | [ 15 ] |
| Stany Zjednoczone | 9 marca 2018   | Digital download       | Basic Tape remix    | Capitol   | [ 16 ] |
| Stany Zjednoczone | 15 marca 2018  | Digital download       | Acoustic            | Capitol   | [ 17 ] |
| Stany Zjednoczone | 23 marca 2018  | Digital download       | Slenderbodies remix | Capitol   | [ 18 ] |